# Meteorologiåret 2001

## Händelser

### Januari
- Januari - FN:s klimatpanel  IPCC presenterar nya rön, som säger att jordens medeltemperatur de kommande 100 åren kommer öka med mellan 1,4-5,8 °C, medan experterna känner sig alltmer säkra på människans inblandning, framför allt genom koldioxidutsläppen.[1]
- 7 januari - Den värsta stormen på tre dagar rasar i Prince Edward Island, Kanada[2].
- 9-24 januari – Ett högtryck med kall luft drar in från Finland till Sverige och dominerar väderläget i stora delar av Sverige.[1]
- 31 januari - Snötäcket i Hemavan, Sverige uppmäts till 7 centimeter, rekordlite sedan mätningarna började 1905.[1]

### Februari
- 4 februari - I Sverige uppmanas svenskarna av den svenska staten trots den stränga kylan att spara på elektriciteten.[1]
- 5-6 februari - I Västervik, Sverige stiger temperaturen med hela 21.4 °C på 24 timmar och 30.4 °C på 48 timmar[3].
- 11 februari - Årets kallaste natt inträffar i Winnipeg i Manitoba, Kanada med -34 °C[2].
- 14 februari - Vårlika + 8.3 °C + uppmäts i Gunnarn, Sverige på alla hjärtans dag.[1]
- 15 februari - Vårlika + 13.5 °C + uppmäts i Gladhammar, Sverige.[1]
- 22 februari - Svenskt månadsrekord för byvind noteras med 39 meter per sekund vid Hanö[4].

### Mars
- Mars - Nordligaste Norrland i Sverige upplever sin kallaste marsmånad på 20 år.[1]
- 4 mars – Vid Vágar flygplats, Färöarna uppmäts temperaturen - 12.3 °C, vilket blir Färöarnas lägst uppmätta temperatur för månaden[5].
- 26 mars - Maxisutbredningen i Sverige infaller[6].

### April
- April - 86 millimeter nederbörd faller över Pajala, Sverige vilket innebär att 1973 års rekord för månaden slås med 4 millimeter.[1]
- 2 april – I USA faller jättesnöflingor över östcentrala Minnesota och västcentrala Wisconsin[7].

### Juni
- Juni - Forskare vid Bergens universitet i Norge visar att Golfströmmen, som transporterar varmt vatten från Mexikanska golfen till Skandinavien, håller på att avta.[1]
- Juni-augusti - Sverige upplever en varm sommar[8].
- 11 juni – Vid en hård storm uppmäts inofficiellt en vindhastighet på 119 mph i Atwater i Minnesota, USA[9].

### Juli
- 7 juli – En värmebölja lägger sig över Sverige, temperaturen har stigit till över + 30 °C i tre dagar i rad i bland annat Stockholm.[1]
- 8 juli - Ett oväder drar fram över Europa och ett 20-tal människor dödas. I Strasbourg, Frankrike dödas 11 människor då en kraftig stormby knäcker ett stort träd medan de oväntade stormvindarna i Franska Alperna dödar tre män i 50-årsåldern.[1]
- 10 juli – 136 millimeter nederbörd faller över Norsborg, Sverige vilket innebär dygnsnederbördsrekord för Södermanland.[10]
- 23 juli – I Bonn accepterar Japan det nya klimatavtalet.[1]
- 26 juli - Vattennivån i floden Wisla i Polen stiger och tangerar nästan 1900-talets rekord från 1997. Den senaste tidens oväder har 24 personer, medan 8 500 personer evakuerats. Södra Polen drabbas värst, och prognoserna spår mer regn de kommande dagarna.[1]

### Augusti
- 16 augusti - Ett våldsamt åskväder i Sverige dödar två män, 19 och 69 år gamla, då de träffats av blixten. 56-åringen är ute och cyklar på grusvägen mellan Södertälje och Salem medan 19-åringen befinner sig utanför Märsta där blixten träffr hans paraply.[1]
- 27 augusti
  - 134 millimeter nederbörd faller över Sidsjö, Sverige vilket innebär dygnsnederbördsrekord för Medelpad. Regnet orsakar stora skador på Sundsvallstraktens vägar och järnvägar[11].
  - 160 millimeter nederbörd faller över Rössjö, Sverige[12].

### September
- September - Översvämningar i de norra delarna av Sverige[13] glöms nästan bort i massmedia på grund av 11 september-attackerna i USA.[1]
- 11 - I samband med 11 september-attackerna i USA ställs all flygplanstrafik i USA in i tre dagar, och då lyckas forskare från 4 000 väderstationer konstatera att nätterna blir kallare då färre moln blockerar solvärmen om dagarna och fångar in utgående värme om nätterna.[14]

### November
- 12 november - Ett våldsamt oväder drar in över Algeriet, och orsakar de värsta översvämningarna på 40 år då flodvågorna svepar genom Algers fattigare kvarter Bab el-Oued. Sedan 1997 har stadens avlopp fyllts med cement, så att de muslimska rebellerna inte skall kunna springa ner och gömma sig där.[14]
- 25 november-8 december - I Godegård, Sverige håller sig temperaturen mellan –0.9°C och +2.7 °C, vilket är en ovanligt liten variation[3].

### December
- December - En köldvåg i Östeuropa drabbar framför allt hemlösa och berusade i Ryssland, Polen och Tjeckien. Även vid Medelhavet råder ovanligt låga temperaturer. I Italien ligger Venedigs kanaler och laguner istäckta för första gången på 60 år.[14]
- 5 december – Sommarlika åskväder i Minnesota, USA orsakar hagel[15].
- 18 december - Ovanligt sträng kyla i Medelhavsområdet vållar problem. 500 byar i norra Grekland snöas in, och ett tåg kör fast i tre meter höga snödrivor, först 16 timmar senare räddar militären de 116 passagerarna. Över 3 000 samhällen i Turkiet  isoleras då kraftiga snöfall gör vägarna blir oframkomliga. I Spanien är kölden den värsta på 30 år, med temperaturer på -21 °C, och överbelastningen gör att elnäten kollapsar i Madrid och Valencia.[14]
- 20 december - 10 centimeter snö faller över Stockholm, Sverige och lamslår trafiken.[14]
- 24 december – I Funtensee, Nationalpark Berchtesgaden, Tyskland uppmäts temperaturen -45.9 °C (−50.6 °F), vilket blir Tysklands lägst uppmätta temperatur någonsin[16].
- 25 december - En typiskt "vit jul" inträffar i Sverige[17].

### Okänt datum
- FN:s klimatpanel publicerar sin tredje rapport om växthusgaser, vilken slår fast att "en växande mängd observationer ger samlad bild av en värld som blir varmare" och att "det finns nya och starka bevis för att merparten av den observerade uppvärmningen de senaste femtio åren beror på mänskliga aktiviteter".[1]

## Avlidna
- 29 augusti – Roger Daley, kanadensisk meteorolog.
- 31 juli – Bert Foord, engelsk meteorolog.

### Fotnoter
1. 1 2 3 4 5 6 7 8 9 10 11 12 13 14 15 16   När Var Hur 2002. DN
2. 1 2  ”Dan, Dan the Weatherman's Canadian Weather Trivia Page”. Arkiverad från originalet den 9 september 2013. https://web.archive.org/web/20130909001246/http://www.dandantheweatherman.com/cantriv.html. Läst 8 mars 2013.
3. 1 2  ”SMHI”. Arkiverad från originalet den 11 januari 2011. https://web.archive.org/web/20110111074032/http://www.smhi.se/kunskapsbanken/meteorologi/extrema-temperaturvariationer-1.4825. Läst 15 februari 2011.
4. ↑  SMHI[död länk]
5. ↑  DMI
6. ↑  SMHI
7. ↑  ”Arkiverade kopian”. Arkiverad från originalet den 16 juli 2010. https://web.archive.org/web/20100716104244/http://www.climate.umn.edu/pdf/day_in_weather_history/april_wx_history.pdf. Läst 16 februari 2011.
8. ↑  Aftonbladet 29 april 2003 - Toppenssommar i juli och augusti
9. ↑  ”Arkiverade kopian”. Arkiverad från originalet den 26 juli 2010. https://web.archive.org/web/20100726102347/http://www.climate.umn.edu/pdf/day_in_weather_history/june_wx_history.pdf. Läst 16 februari 2011.
10. ↑  SMHI
11. ↑  SMHI
12. ↑  SMHI
13. ↑  ”SMHI”. Arkiverad från originalet den 15 november 2012. https://web.archive.org/web/20121115081550/http://www.smhi.se/kunskapsbanken/hydrologi/2001-oversvamningar-i-sundsvallstrakten-1.7852. Läst 4 februari 2011.
14. 1 2 3 4 5   När Var Hur 2003. DN
15. ↑  ”Arkiverade kopian”. Arkiverad från originalet den 15 december 2010. https://web.archive.org/web/20101215013148/http://climate.umn.edu/pdf/day_in_weather_history/december_wx_history.pdf. Läst 16 februari 2011.
16. ↑  Weather Extremes – Air Temperature. DWD. Läst 10 juli 2010
17. ↑  SMHI